# بنسون (مسلسل)
بنسون (بالإنجليزية: Benson)‏ هو مسلسل كوميدي تم إنتاجه في الولايات المتحدة. بدأ عرضه في سنة 1979 على هيئة الإذاعة الأمريكية. بلغ عدد مواسم المسلسل 7 مواسم، بلغ عدد حلقاته 158 حلقة، وتبلغ مدة الحلقة الواحدة 25 دقيقة. المسلسل من تأليف سوزان هاريس، تم بث المسلسل لأول مرة بتاريخ 13 سبتمبر 1979 بينما تم بث آخر حلقة منه بتاريخ 19 أبريل 1986. من بطولة روبرت جويلامي، رينيه أوبرجونوا وايثان فيليبس.

## روابط خارجية
- بنسون على موقع IMDb (الإنجليزية)
- بنسون على موقع ميتاكريتيك (الإنجليزية)
- بنسون على موقع روتن توميتوز (الإنجليزية)
- بنسون على موقع فيلمافينيتي (الإسبانية)
- بنسون على موقع كينوبويسك (الروسية)
- بنسون على موقع قاعدة بيانات الفيلم (الإنجليزية)